# Championnat de Suisse de football de troisième division 2017-2018
Navigation
Promotion League 2016-2017 Promotion League 2018-2019
La saison 2017-2018 de Promotion League est la 6e édition (la 4e depuis son changement de nom) de la 3e division du football suisse et constitue le troisième niveau de la hiérarchie du football en Suisse, derrière la Super League et la Challenge League. Le championnat oppose 16 clubs en matches aller-retour.
N'ayant pas reçu la licence III en 1ère instance , le FC Le Mont LS a décidé de ne pas faire recours. Le club décide également ne jouera également pas en Promotion League. Le FC United Zurich, 15ème de la saison 2016-2017, est maintenu en Promotion League. Le championnat débute le 2 août 2017 et prend fin le 26 mai 2018.

## Clubs
| Club                 | Canton     | Stade                    | Capacité | Résultat lors de la saison 2016-2017 |
| -------------------- | ---------- | ------------------------ | -------- | ------------------------------------ |
| SC Kriens            | Lucerne    | Stadion Kleinfeld        | 5 100    | 2e                                   |
| FC Bâle II           | Bâle-Ville | Rankhof                  | 7 000    | 3e                                   |
| FC Stade Nyonnais    | Vaud       | Stade de Colovray        | 7 200    | 4e                                   |
| FC Zurich II         | Zurich     | Sportplatz Heerenschürli | 1 120    | 5e                                   |
| FC Breitenrain       | Berne      | Spitalacker              | 1 450    | 6e                                   |
| SC Brühl Saint-Gall  | Saint-Gall | Paul-Grüninger-Stadion   | 4 200    | 7e                                   |
| FC Köniz             | Berne      | Liebefeld                | 1 000    | 8e                                   |
| FC La Chaux-de-Fonds | Neuchâtel  | Stade de la Charrière    | 12 700   | 9e                                   |
| FC Sion II           | Valais     | Stade de Tourbillon      | 20 200   | 10e                                  |
| SC Cham              | Zoug       | Stadion Eizmoos          | 1 800    | 11e                                  |
| BSC Old Boys         | Bâle-Ville | Schützenmatte            | 8 000    | 12e                                  |
| SC YF Juventus       | Zurich     | Utogrund                 | 2 850    | 13e                                  |
| FC Bavois            | Vaud       | Terrain des Peupliers    | 659      | 14e                                  |
| FC United Zurich     | Zurich     | Sportanlage Buchlern     | 1 150    | 15e                                  |
| Yverdon Sport FC     | Vaud       | Stade municipal          | 8 200    | 1er du groupe 1 de 1re ligue         |
| Stade Lausanne-Ouchy | Vaud       | Centre sportif de Vidy   | 2 000    | 2e du groupe 1 de 1re ligue          |

## Classement
| Rang | Équipe                    | Pts | J  | G  | N  | P  | Bp | Bc | Diff |
| ---- | ------------------------- | --- | -- | -- | -- | -- | -- | -- | ---- |
| 1    | SC Kriens                 | 69  | 30 | 22 | 3  | 5  | 76 | 31 | +45  |
| 2    | FC Stade Nyonnais         | 64  | 30 | 20 | 4  | 6  | 64 | 33 | +31  |
| 3    | Yverdon Sport FC P        | 56  | 30 | 18 | 2  | 10 | 64 | 48 | +16  |
| 4    | FC Bâle II                | 45  | 30 | 12 | 9  | 9  | 51 | 42 | +9   |
| 5    | FC Stade Lausanne-Ouchy P | 43  | 30 | 12 | 7  | 11 | 56 | 57 | -1   |
| 6    | FC Köniz                  | 42  | 30 | 12 | 6  | 12 | 56 | 53 | +3   |
| 7    | FC Zurich II              | 40  | 29 | 10 | 10 | 9  | 55 | 50 | +5   |
| 8    | SC Brühl SG               | 40  | 29 | 10 | 10 | 10 | 51 | 45 | +6   |
| 9    | FC Breitenrain            | 39  | 30 | 11 | 6  | 13 | 56 | 61 | -5   |
| 10   | FC Sion II                | 38  | 30 | 9  | 11 | 10 | 47 | 46 | +1   |
| 11   | SC Cham                   | 38  | 30 | 9  | 11 | 10 | 50 | 58 | -8   |
| 12   | SC YF Juventus            | 36  | 30 | 10 | 6  | 14 | 48 | 57 | -9   |
| 13   | FC Bavois                 | 34  | 29 | 9  | 7  | 13 | 38 | 51 | -13  |
| 14   | BSC Old Boys              | 31  | 30 | 8  | 7  | 15 | 48 | 61 | -13  |
| 15   | FC La Chaux-de-Fonds      | 30  | 30 | 8  | 6  | 16 | 37 | 50 | -13  |
| 16   | FC United Zurich          | 18  | 30 | 5  | 3  | 22 | 35 | 89 | -54  |

Légende des couleurs
- 1er : Promu en Challenge League 2018-2019
- Qualifié pour le 1er tour principal de la Coupe de Suisse 2018-2019
- 14e et 16e : Relégation en 1re Ligue

Abréviations
- R : Relégué de Challenge League 2016-2017
- P : Promu de 1re Ligue

Le BSC Old Boys a informé le Comité de la Première Ligue par lettre du 25 avril 2018 que le club a pris la décision de quitter volontairement la Promotion League pour jouer en 1re Ligue la saison prochaine. En plus du BSC Old Boys, seul le dernier de la Promotion League sera relégué en 1re Ligue en tant que deuxième relégué. Cela a été confirmé par le Comité de la Première Ligue lors de sa réunion du 25 avril 2018. Le comité de la Première Ligue s’est basé sur les articles 20 et 21 du Règlement de la Première Ligue.
Source : http://www.el-pl.ch/fr/desktopdefault.aspx/tabid-387/315_read-211107/
P Promu en début de saison
R Relégué en début de saison

## Classement des buteurs
- Classement des buteurs

## Calendrier d'octroi des licences III pour la 2018-2019
| ACTIVITÉ                                                                                          | RESPONSABILITÉ                          | DATE              |
| ------------------------------------------------------------------------------------------------- | --------------------------------------- | ----------------- |
| Date limite de remise des documents pour l'octroi de la licence aux clubs                         | Licensing Manager                       | Jeudi 14.12.17    |
| Date limite pour le dépôt des documents pour l'octroi de la licence auprès du bailleur de licence | Candidats à la licence                  | Vendredi 02.03.18 |
| Communication des décisions pour l'octroi des licences par la Commission des licences             | Président de la Commission des licences | Lundi 23.04.18    |
| Fin du délai de recours                                                                           | Candidats à la licence                  | Lundi 30.04.18    |
| Communication des décisions pour l'octroi des licences par l'Autorité de recours                  | Président de l'Autorité de recours      | Mardi 22.05.2018  |